# Ibrahim Mensah
Ibrahim Arafat Mensah (Accra, 11 gennaio 1995) è un ex calciatore ghanese, di ruolo centrocampista o attaccante.

## Caratteristiche tecniche
Attaccante versatile, può essere utilizzato anche come esterno o come centrocampista offensivo.

## Carriera

### Club
Mensah ha giocato nelle giovanili dei portoghesi del Paços de Ferreira, per poi tornare in Ghana, alla Rapid Academy. Nel 2015-2016 è stato in forza agli sloveni del Bravo. Nel 2016 è stato ingaggiato dal Krško, per cui ha esordito in 1. SNL in data 14 agosto, quando è subentrato a Rok Baskera nella sconfitta per 3-0 sul campo dell'Aluminij. Il 2 ottobre 2016 ha segnato la prima rete nella massima divisione locale, nella partita persa in casa per 1-2 contro l'Olimpia Lubiana.
L'anno seguente, Mensah è stato ingaggiato dall'Aluminij. Il 15 luglio 2017 ha debuttato con questa maglia, nella sconfitta per 1-0 subita sul campo del Maribor. Il 21 luglio è arrivata la prima rete, con cui ha contribuito alla vittoria per 4-2 sulla sua ex squadra del Krško.
Il 16 agosto 2018, Mensah è stato ingaggiato a titolo definitivo dai norvegesi dello Start. Il 27 agosto successivo ha disputato la prima partita in Eliteserien, subentrando ad Adeleke Akinyemi nella sconfitta per 0-1 subita contro l'Odd.
Il 13 marzo 2019, Mensah ha rescisso il contratto che lo legava allo Start.
Svincolato, il 7 luglio 2019 ha fatto ritorno al Bravo. Il 14 luglio è quindi tornato a calcare i campi da calcio sloveni, in occasione della sconfitta per 0-2 contro l'Olimpia Lubiana.
A febbraio 2021, Mensah è passato in prestito al Triglav.

## Statistiche

### Presenze e reti nei club
Statistiche aggiornate al 27 giugno 2021.
| Stagione        | Club            | Campionato      | Campionato | Campionato | Coppe nazionali | Coppe nazionali | Coppe nazionali | Coppe continentali | Coppe continentali | Coppe continentali | Supercoppe | Supercoppe | Supercoppe | Totale | Totale |
| Stagione        | Club            | Comp            | Pres       | Reti       | Comp            | Pres            | Reti            | Comp               | Pres               | Reti               | Comp       | Pres       | Reti       | Pres   | Reti   |
| --------------- | --------------- | --------------- | ---------- | ---------- | --------------- | --------------- | --------------- | ------------------ | ------------------ | ------------------ | ---------- | ---------- | ---------- | ------ | ------ |
| 2015-2016       | Bravo           | 3. SNL          | ?          | ?          | CS              | ?               | ?               | -                  | -                  | -                  | -          | -          | -          | ?      | ?      |
| 2016-2017       | Krško           | 1. SNL          | 27         | 4          | CS              | 2               | 0               | -                  | -                  | -                  | -          | -          | -          | 29     | 4      |
| 2017-2018       | Aluminij        | 1. SNL          | 30         | 9          | CS              | 5               | 2               | -                  | -                  | -                  | -          | -          | -          | 35     | 11     |
| lug.-ago. 2018  | Aluminij        | 1. SNL          | 4          | 1          | CS              | 0               | 0               | -                  | -                  | -                  | -          | -          | -          | 4      | 1      |
| Totale Aluminij | Totale Aluminij | Totale Aluminij | 34         | 10         |                 | 5               | 2               |                    | -                  | -                  |            | -          | -          | 39     | 12     |
| ago.-dic. 2018  | Start           | ES              | 2          | 0          | CN              | 1               | 0               | -                  | -                  | -                  | -          | -          | -          | 3      | 0      |
| 2019-2020       | Bravo           | 1. SNL          | 20         | 5          | CS              | 1               | 0               | -                  | -                  | -                  | -          | -          | -          | 21     | 5      |
| 2020-feb. 2021  | Bravo           | 1. SNL          | 3          | 0          | CS              | 0               | 0               | -                  | -                  | -                  | -          | -          | -          | 3      | 0      |
| Totale Bravo    | Totale Bravo    | Totale Bravo    | 23+        | 5+         |                 | 1+              | 0+              |                    | -                  | -                  |            | -          | -          | 24+    | 5+     |
| feb.-giu. 2021  | Triglav         | 2. SNL          | 6          | 1          | CS              | 1               | 0               | -                  | -                  | -                  | -          | -          | -          | 7      | 1      |
| Totale          | Totale          | Totale          | ?          | ?          |                 | ?               | ?               |                    | -                  | -                  |            | -          | -          | ?      | ?      |